# 할로젠화 은
할로젠화 은(Silver halide, -銀, 또는 은염)은 은 (Ag) 원소와 할로젠 중 하나 사이에 형성될 수 있는 화합물 중 하나이다. 특히, 브로민 (Br), 염소 (Cl), 아이오딘 (I) 및 플루오린 (F)은 각각 은과 결합하여 브로민화 은, 염화 은, 아이오딘화 은, 그리고 네 가지 형태의 불화 은을 생성할 수 있다.
이들은 통칭하여 할로젠화 은으로 불리며, 종종 의사화학적 표기법인 AgX로 표시된다. 대부분의 할로젠화 은은 +1의 산화수를 가진 은 원자(Ag+)를 포함하지만, +2의 산화수(Ag2+)를 가진 은 원자를 포함하는 할로젠화 은도 알려져 있으며, 이 중 플루오린화 은(II)만이 유일하게 안정적인 것으로 알려져 있다.
할로젠화 은은 빛에 민감한 화학 물질이며, 일반적으로 사진 필름과 사진 용지에 사용된다.

## 응용

### 빛 민감성
할로젠화 은은 사진 필름 및 사진 용지에 사용되며, 여기에는 그래픽 아트 필름 및 용지가 포함된다. 이 필름 및 용지에는 젤라틴 내의 할로젠화 은 결정이 필름 베이스, 유리 또는 종이 기판 위에 코팅되어 있다. 젤라틴은 적절한 물리적 및 화학적 특성을 지닌 보호 콜로이드로서 에멀션의 필수적인 부분이다. 젤라틴은 또한 에멀션의 빛 민감도를 높이는 미량 원소(예: 황)를 포함할 수 있지만, 현대의 관행에서는 이러한 성분 없이 젤라틴을 사용한다.
할로젠화 은 결정이 빛에 노출되면 결정 표면의 감광 반점이 금속 은 반점으로 변한다 (이것들은 보이지 않거나 잠상을 구성한다). 만약 은 반점이 약 4개 이상의 원자를 포함하면, 현상 가능하게 된다. 즉, 결정 전체를 금속 은으로 바꾸는 현상을 겪을 수 있다. 더 많은 양의 빛을 받는 에멀션 영역(예를 들어, 촬영 대상에서 반사된 빛)은 가장 큰 현상을 겪으므로 가장 높은 광학 밀도를 나타낸다.
브로민화 은과 염화 은은 제품에서 원하는 감도와 색조 특성에 따라 단독으로 사용되거나 혼합하여 사용될 수 있다. 아이오딘화 은은 항상 브로민화 은 또는 염화 은과 혼합하여 사용되며, 콜로디온 습판법 및 다게레오타이프와 같은 일부 역사적인 공정의 경우를 제외한다. 이 공정에서는 아이오딘화 은이 때때로 단독으로 사용된다 (일반적으로 다게레오타이프가 베크렐 방법에 의해 현상될 경우 필요하다고 여겨지며, 이 방법에서는 잠상 반점을 가진 결정에만 영향을 미치는 강한 붉은 빛에 노출시키는 것이 수은 증기에 노출시키는 것을 대체한다). 불화 은은 사진에 사용되지 않는다.
AgX 결정에 흡수된 광자는 전자를 전도띠로 승격시켜(원자 궤도보다 에너지가 높은 비국소화된 전자 궤도) 감광 반점에 이끌릴 수 있도록 한다. 감광 반점은 얕은 전자 포획기로, 결정 결함이거나 황화은, 금, 기타 미량 원소(도펀트) 또는 이들의 조합으로 구성된 집합체일 수 있다. 이들은 중간 은 이온과 결합하여 은 금속 반점을 형성한다.
할로젠화 은은 자외선에 노출될 때 광색성으로 인해 교정 렌즈를 어둡게 만드는 데도 사용된다.

### 화학
할로젠화 은은 불화 은을 제외하고는 물에 매우 불용성이다. 질산 은은 할로젠화물을 침전시키는 데 사용될 수 있다. 이 응용은 할로젠화물의 정량 분석에 유용하다. 689-703 세 가지 주요 할로젠화 은 화합물은 용액에서 할로젠화물 이온을 빠르게 식별하는 데 사용될 수 있는 독특한 색상을 가지고 있다. 염화 은 화합물은 흰색 침전물을 형성하고, 브로민화 은은 크림색 침전물을, 아이오딘화 은은 노란색 침전물을 형성한다.
일부 화합물은 AgX의 용해도를 상당히 증가시키거나 감소시킬 수 있다. 용해도를 증가시키는 화합물의 예로는: 시안화물, 싸이오사이안화물, 싸이오황산염, 싸이오요소, 아민, 암모니아, 아황산염, 싸이오에테르, 크라운 에테르가 있다. 용해도를 감소시키는 화합물의 예로는 많은 유기 싸이올 및 메르캅토기 또는 질소 위치 이외의 용해성 기를 가지지 않는 질소 화합물, 예를 들어 메르캅토옥사졸, 메르캅토테트라졸, 특히 1-페닐-5-메르캅토테트라졸, 벤즈이미다졸, 특히 2-메르캅토벤즈이미다졸, 벤조트라이아졸, 그리고 이러한 화합물이 소수성 그룹에 의해 추가로 치환된 것들이 있다. 싸이오사이안화물 및 싸이오황산염과 같은 화합물은 충분히 많은 양이 존재할 때 매우 용해성인 착이온 형성을 통해 용해도를 향상시키지만, 매우 적은 양이 존재할 때도 난용성 착이온 형성을 통해 용해도를 크게 감소시킨다.

### 보존용 사용
할로젠화 은은 필름과 같은 표면에 금속 은의 미세한 세부 사항을 증착하는 데 사용될 수 있다. 금속 은의 화학적 안정성 때문에 이 필름은 보존용으로 사용될 수 있다.
예를 들어, 북극 세계기록보관소는 할로젠화 은으로 현상된 필름을 사용하여 깃허브의 모든 활성 저장소에 있는 오픈 소스 코드의 스냅샷을 2020년 기준으로 역사적, 문화적으로 중요한 데이터를 저장한다.